# Victor Ginsburgh
Victor Alexandre Ginsburgh (sinh 1939 ở Rwanda) là một nhà kinh tế học người Bỉ-Do Thái có gốc Áo.
Ginsburgh học tại Solvay Business School ở Trường Đại học Tự do Brussels (bây giờ chia thành Đại học công cộng Bruxelles và Đại học tự do Brussel) và đứng đầu trong kinh tế lượng. Ông đã có bằng tiến sĩ về kinh tế vào năm 1972. Ông là giáo sư ở Đại học công cộng Bruxelles kể từ năm 1975.